# Cantonul Luc-en-Diois
Cantonul Luc-en-Diois este un canton din arondismentul Die, departamentul Drôme, regiunea Rhône-Alpes, Franța.

## Comune
- Aucelon
- Barnave
- La Bâtie-des-Fonds
- Beaumont-en-Diois
- Beaurières
- Charens
- Jonchères
- Lesches-en-Diois
- Luc-en-Diois (reședință)
- Miscon
- Montlaur-en-Diois
- Pennes-le-Sec
- Les Prés
- Poyols
- Recoubeau-Jansac
- Valdrôme
- Val-Maravel